# Rhadinorhynchoides miyagawai
Rhadinorhynchoides miyagawai är en hakmaskart som beskrevs av Fukui och Morisita 1937. Rhadinorhynchoides miyagawai ingår i släktet Rhadinorhynchoides och familjen Cavisomidae. Inga underarter finns listade i Catalogue of Life.